# S. Darko
S. Darko: A Donnie Darko Tale (em português: S. Darko - Um Conto de Donnie Darko) é um filme do gênero drama lançado em 2009, dirigido por Chris Fisher. Nele estrelam Daveigh Chase, Briana Evigan e Ed Westwick. O filme é a continuação do cult de 2001, Donnie Darko. O filme foi lançado diretamente em vídeo em DVD e Blu-ray em 12 de maio de 2009, em nos Estados Unidos, e em 6 de julho de 2009, na Europa.

## Elenco
- Daveigh Chase como Samantha Darko
- Briana Evigan como Corey
- Ed Westwick como Randy
- James Lafferty como Justin
- Jackson Rathbone como Jeremy
- Elizabeth Berkley como Trudy
- Matthew Davis como Pastor John Wayne

## Sinopse
Em 1995, Samantha Darko (Chase) segue sua melhor amiga Corey (Evigan) em uma viagem da Virgínia para a Califórnia, em uma tentativa de tornar-se dançarinas profissionais com a ajuda do pai de Corey. Seus sonhos são interrompidos quando a bomba de água do carro tem um problema, ficando presas numa cidade minúscula de Utah. Eles são salvos pelo rebelde da cidade, Randy (Westwick), e ele leva as duas meninas na cidade para reparar seu carro e depois para o motel local onde se encontram com o proprietário da conspiração amorosa. Ele lhe diz sobre Billy, um menino que desapareceu. Samantha inicia sonambulismo. A sua versão do futuro satisfaz Justin (Lafferty). Ela diz que em 4 dias, 17 horas, 26 minutos e 31 segundos, o mundo vai acabar. Justin sabe disso e diz: "Ela me disse que você viria." Na manhã seguinte, Samantha acorda num banco de ônibus. Um policial encontra e lhe diz que existe um "pervertido" vagando pela cidade. Ele se oferece para levá-la de volta para o motel, mas os dois param no local onde caiu um meteorito. Samantha diz a Corey que ela não se lembra do que aconteceu na noite anterior.
Enquanto no Café Kozy, Jeremy (Jackson Rathbone), tenta falar sobre o meteorito com Samantha, que mal responde. Randy convida as duas meninas festa de 4 de julho, onde Corey fica bêbada e Samantha encontra Jeremy novamente. Enquanto ela está falando com o Randy e Corey, Samantha é empurrado na piscina onde ela flutua negligentemente. Randy leva a para dentro da casa para se secar e ele diz a ela sobre seu irmão que desapareceu e o quão tem sido difícil para sua família. Ele faz um comentário sobre Corey que Samantha não gosta e assim ela sai. A Samantha do futuro fica no meio de uma estrada e quase é atropelada por um carro; Justin vê-la e fica em transe. Seu fantasma leva à igreja local sem denominação e ordena-lhe para queimá-la.
No dia seguinte, eles encontram as marcas de Justin nas cinzas da igreja. Samantha encontra Trudy no banco local, que conta a ela sobre seu amor por Jesus. Em seguida, ela corre para Jeremy, que está começando a mostrar sinais de exposição à radiação. Posteriormente, vemos que Justin começou a trabalhar numa máscara de uma caveira de coelho, dizendo que ele precisa para ajudar a "sua princesa". Samantha vaga pela cidade e logo encontra Randy e Corey, que está dirigindo ao redor. Samantha diz Corey como ela quer sair da cidade, mas Corey parece irritado com isso, alegando que ela não quer sair porque está "se divertindo". Quando Samantha diz o contrário, Corey pergunta se Samantha tem coisas melhores para fazer, como "tentar se matar de novo". Samantha é ferida por isso e vai embora. Randy encoraja Cory a pedir desculpas e ela o insulta chamando-o de "bêbado da cidade pequena", então ele chuta-la para fora de seu carro. Corey chama o nome de Samantha e Randy começa a se afastar, mas um outro carro, de repente surge do nada e se choca com Randy. Eles vêem que o carro atropelou Samantha.
Corey está cheia de angústia sobre a morte de sua melhor amiga. Ela pesquisa suas coisas e encontra "A Filosofia da Viagem no Tempo" por Roberta Sparrow, assim como um papel que Samantha escreveu em Donnie Darko, intitulado "The Last Unicorn". É a história de uma princesa e um menino chamado Justin. O menino do pijama vermelho aparece, mandando Corey ir com ele para salvar a Samantha. Ela diz que faria qualquer coisa para trazer Samantha de volta . Ela segue-o até uma caverna onde ela atravessa um portal que a leva de volta no tempo. Tudo se move para trás, para quando Samantha está andando pela rua. Corey e Randy conduzem até Samantha novamente e quando param, Corey é mais agradável para ela. Ela diz a Samantha que ela mentiu sobre seu pai e passa a dizer que vai sair da cidade se puder. Eles sorriem um para o outro e Samantha se afasta. O outro carro, tendo sido previamente mostrado sendo puxado para dentro de um portal do tempo pelo céu, aparece e bate no carro de Randy, desta vez matando Corey.
Samantha fica arrasada com a morte de Corey. Ela vê um vestido na vitrine da uma loja que é dos  pais de Jeremy. É o mesmo vestido que a Samantha do Futuro usa. Jeremy começa a falar mais sobre o meteorito que ele comprou. Samantha questiona sobre a ferida no braço de Jeremy, e ele rapidamente se esquiva e fala que não é nada grave. Samantha, em seguida, procura consolo no Pastor João, que a leva para uma sala de cinema para imaginar o plano de Deus para sua vida. Ele faz carícias sexuais nela e ela sai correndo. Eles cruzam com Trudy, que nega a si mesma que algo suspeito está acontecendo, mas menciona que a sua pulseira está faltando.
Justin sobe numa colina usando a máscara de coelho. Samantha do Futuro aparece na frente do cinema. Na manhã seguinte, Samantha acorda na colina onde está Justin. Ele fala sobre a filosofia da viagem no tempo e explica que foi escrito por sua avó. Ele pede a ela para "mostrar-lhe como fazê-lo", mas ela não entende. Ele diz a ela que fez a sua máscara de um desenho de Donnie, que ela lhe mostrou. Ela pergunta como ele sabia o nome de seu irmão e ele responde dizendo que ela lhe disse: "quando ela estava morta". Samantha vai embora e encontra um bracelete com uma chave no chão, o bracelete que Trudy estava usando anteriormente. A chave abre uma porta próxima, quando Samantha entra, ela encontra o corpo de um rapaz morto, irmãozinho de Randy. Quando ela gira, ela também encontra o corpo do menino do pijama vermelho, Billy Moorcroft. Ela foge.
Ela entra para o Café Kozy depois de contar à polícia sobre o que viu e todo mundo aplaude ela. Todo mundo está orgulhoso de que ela encontrou os corpos, apesar de assumir que Justin é o culpado. Logo ele entra, perguntando para Samantha para  "mostrar a ele como" mais uma vez. A polícia então o leva preso, apesar do protestos de Samantha. Ela vê o Pastor olhando para ela. Naquela noite, Samantha retorna ao seu motel, onde ela ve o vestido que ela viu na loja na cama, um presente de Jeremy. Ele pede a ela para usá-lo para ver os fogos de artifício com ele. Ela reluta, mas ele acabou por convence-la. Eles vão para um local alto e Jeremy vê objetos em chamas caindo do céu. Samantha dia que suas feridas ficaram muito pior. Ele tenta beijá-la, mas ela resiste e ele a empurra de volta com força. Sua cabeça bate máscara de Justin que está no chão atrás deles, um chifre afiado espeta o lado direito da cabeça e a mata.
A Samantha do Futuro, agora igual à Samantha do presente, visita Justin na prisão. Ela oferece-lhe a pena brilhante que tem sido recorrente em todo o filme. Randy tenta encontrá-la e descobre onde Jeremy a deixou. Justin se aproxima e vê a sua máscara, pega e coloca na cabeça. Justin, em seguida, volta no tempo. Ele é visto subindo o moinho de vento, que foi destruída no início. Justin acredita que sua morte vai impedir o fim do mundo, permanecendo no moinho de vento, neste momento é morto pelo meteorito.
Agora pela manhã após o meteorito, Samantha e Corey visitam o lugar onde ele caiu encontram os habitantes tristes por ver o corpo de Justin. Samantha, sem nunca ter vivido os acontecimentos após a queda do meteorito, decide voltar para a Virgínia (em um ônibus rotulados 404), enquanto Corey fica com Randy. Como o filme se fecha, que mostra várias pessoas que foram (ou teria sido) afectado pelos acontecimentos do filme. Billy é visto olhando para fora da caverna, onde ele ainda está preso (embora neste momento ainda está vivo), o proprietário do motel é mostrado o momento do próprio meteorito em vez de Jeremy e começa a coçar o pescoço, devido à exposição à radiação, Jeremy é visto fazer sua comida em forma de um coelho no café, e outros olham o céu pela janela.

## Produção
Richard Kelly, escritor e diretor de Donnie Darko, afirmou que ele não tem envolvimento com S. Darko. Ele afirmou: "Para o registro correto, eis alguns fatos que eu gostaria de compartilhar com todos vocês, eu não li o script. Eu não tenho absolutamente nenhum envolvimento com esta produção, nem o que esta envolvido." Chris Fisher, diretor de S. Darko, notou que ele era um admirador de filmes de Kelly, e que esperava "para criar um mundo semelhante da fantasia e realidade." Este filme foi uma produção independente da Nitrato de Prata Productions, e não pela Newmarket Films (que produziu o filme original. A 20th Century Fox Home Entertainment, que tinha os direitos de distribuição para o primeiro Darko, ganhou o direito de divulgar internamente S. Darko em DVD. As filmagens de S. Darko teve início em 18 de maio de 2008. A equipe usou cameras Red One de alta resolução. O músico Ed Harcourt contratado para fazer a trilha sonora para o filme "leu o roteiro e adorou". Para a inspiração ouvia música eletrônica como Clint Mansell. S. Darko foi filmado em Coalville, Utah e Magna, Utah.

## Publicidade
Para promover o filme uma campanha de marketing Viral lançou três vídeos do YouTube. A primeira é a filmagem de uma câmera de vigilância que mostram um lixo que cai do céu e esmagando uma criança. O segundo vídeo é a de uma teoria da conspiração expressando sua crença de que a queda de objectos metálicos que vêm do céu, aparentemente sem qualquer explicação racional, que esmagam em seres humanos, resultando em sua morte são "artefatos" de universos paralelos que acidentalmente fez contato com o nosso universo principal. Ele acredita que a menos que algo seja feito para evitar isso, quando os dois universos reunir novamente mais adiante no tempo, ambos serão catastroficamente destruído. Exemplos de tais "artefatos" são a turbina que matou Donnie Darko, um bueiro que decapitou um jovem, o lixo acima mencionado e a chuva de meteoros em Utah, que resultou na morte de um morador local. A chuva de meteoros é realmente um dos principais eventos que acontecem no filme. O terceiro vídeo é uma resposta ao criador do vídeo anterior por uma jovem. Ela o acusa de ser uma fraude e um hack que não entende o que ele está falando porque ele roubou suas teorias do livro de Roberta Sparrow, "The Philosophy of Time Travel", que foi apresentado no filme original. Ela então começa a mostrar-lhe outra ligação entre vários destes eventos catastróficos; o buraco que se abriu no chão com o impacto do lixo caindo, parece ter uma forma semelhante a um desenho da máscara de Frank, o coelho, recuperadas de Donnie Darko.

## Crítica
O A.V. Clube deu ao filme um "F", observando que a sequência tomou "um simples, e alguns elementos de superfície de Donnie Darko e não na tentativa de criar uma franquia". O "Washington Post" deu a opinião um pouco melhor, chamando "média", mas afirmando que "os fiéis 'Darko' é melhor pular o filme e dedicar sua atenção para o making-of e comentários" e que "tem pouca fé que os espectadores que já se apaixonou por Kelly uma geração de adolescentes vão ver S. Darko como algo mais do que uma nota pop muito menores cultural."
```
Nenhuma das sete revisões indexados pelo 
Rotten Tomatoes
 foram favoráveis, resultando em uma pontuação de 0%.
```

## Sequência
Bloody-Disgusting informou que a 20th Century Fox começou a trabalhar no desenvolvimento de uma segunda sequência de Donnie Darko. O artigo afirma que Richard Kelly poderia ter algum envolvimento com isso. Kelly recentemente desmascarou o boato de que ele não esta, ou nunca vai estar envolvido com alguma sequencia de Donnie Darko e S.Darko. O diretor Chris Fisher, quando questionado sobre uma sequência respondeu: " Eu não tenho ideia, ninguém falou para mim sobre isso. [S. Darko] precisa atingir um novo público adolescente e ele precisa satisfazer o público que já existe. Se ele faz as duas coisas, então eu acho que a Fox pode querer continuar a franquia. Se as pessoas continuarem a ver esses filmes, então eles vão continuar fazendo. É tão simples assim."